# Liste der Biografien/Buru
Liste der Biografien |
Portal Biografien |
Personensuche
# |
A |
B |
C |
D |
E |
F |
G |
H |
I |
J |
K |
L |
M |
N |
O |
P |
Q |
R |
S |
T |
U |
V |
W |
X |
Y |
Z |
?
 
Ba |
Be |
Bd |
Bg |
Bh |
Bi |
Bj |
Bl |
Bm |
Bn |
Bo |
Br |
Bs |
Bu |
Bw |
By |
Bz
 
Bua |
Bub |
Buc |
Bud |
Bue |
Buf |
Bug |
Buh |
Bui |
Buj |
Buk |
Bul |
Bum |
Bun |
Buo |
Buq |
Bur |
Bus |
But–Buz
 
Bura |
Burb |
Burc |
Burd |
Bure |
Burf |
Burg |
Burh |
Buri |
Burj |
Burk |
Burl |
Burm |
Burn |
Buro |
Burp |
Burq |
Burr |
Burs |
Burt |
Buru |
Burv |
Burw |
Burx |
Bury |
Burz
Die Liste der Biografien führt alle Personen auf, die in der deutschsprachigen Wikipedia einen Artikel haben. Dieses ist eine Teilliste mit 8 Einträgen von Personen, deren Namen mit den Buchstaben „Buru“ beginnt.

## Buru

### Burua
- Burua, Betty (* 1986), papua-neuguineischer Sprinterin

### Buruc
- Buruchina, Jelena Nikolajewna (* 1977), russische Skilangläuferin

### Burui
- Buruiană Aprodu, Daniela (* 1953), rumänische Politikerin und MdEP für Rumänien

### Buruk
- Buruk, Okan (* 1973), türkischer Fußballspieler und -trainerOkan Buruk (* 1973)

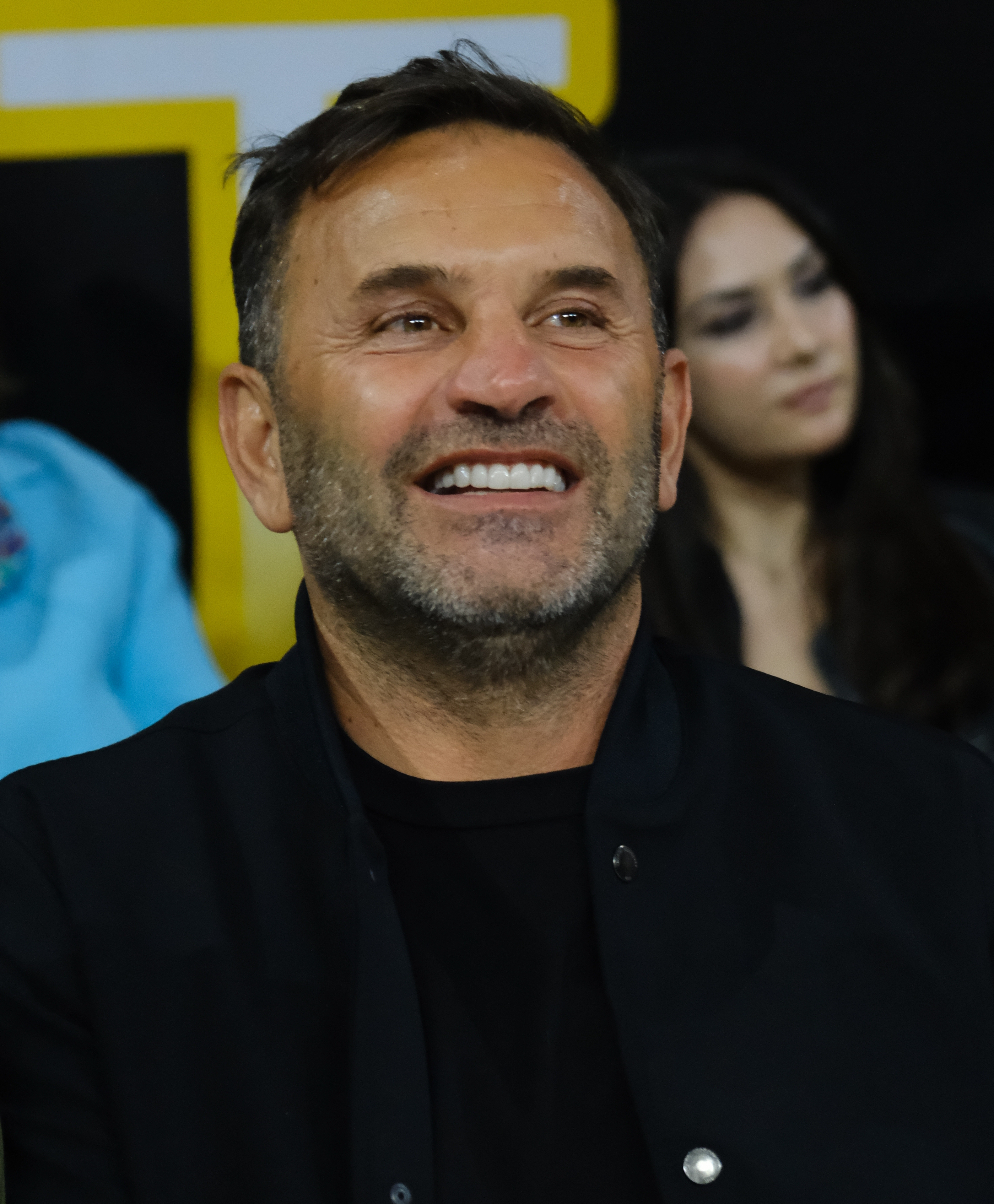
Okan Buruk (* 1973)

### Burum
- Burum, Heinz (1905–1989), deutscher klassischer Trompeter und Hochschullehrer
- Burum, Stephen H. (* 1939), US-amerikanischer Kameramann
- Buruma, Ian (* 1951), anglo-niederländischer Schriftsteller, Journalist und Kommentator
- Burumi, Franklin (* 1991), indonesischer Sprinter